# Zomercarnaval Rotterdam

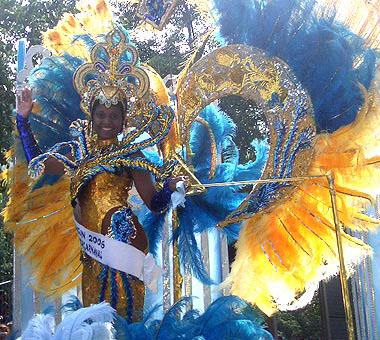
Queen Rotterdam 2006

Het Zomercarnaval is een jaarlijks evenement in de Nederlandse stad Rotterdam. Het evenement biedt een variant op het carnaval van Aruba, Bonaire, Curaçao en Sint-Maarten. Door de jaren heen is het Zomercarnaval zodanig gegroeid dat ook Kaapverdiaanse en Latijns-Amerikaanse groepen meedoen.

## Geschiedenis

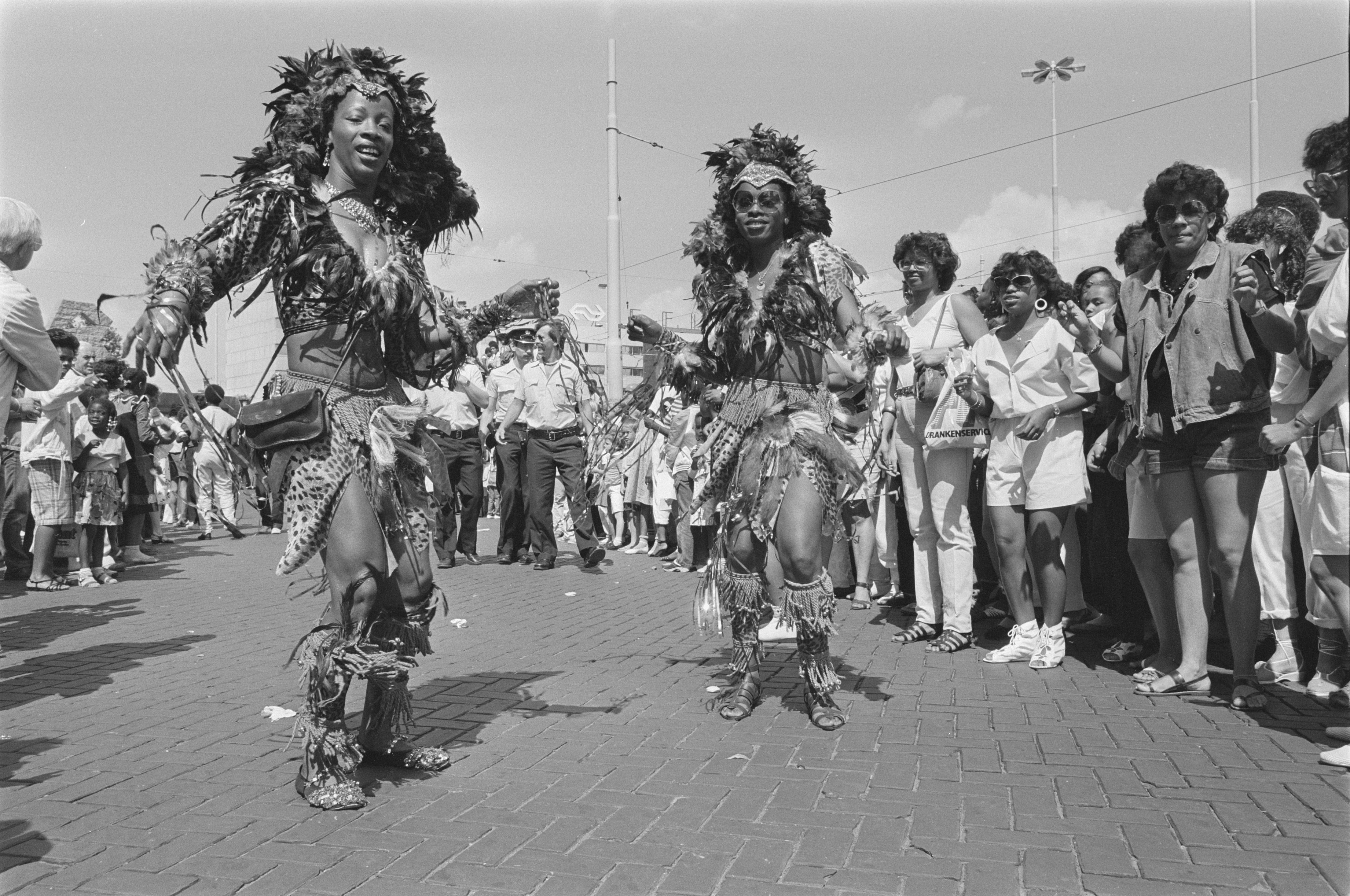
Het carnaval in 1984

In Nederland en België valt carnaval aan het einde van de winter. Het koude klimaat in die streken leent zich niet voor het vieren van carnaval op de manier die Caribische immigranten van huis uit kennen. Het Zomercarnaval biedt hun, en andere geïnteresseerden, de gelegenheid om dit alsnog te doen.
De eerste twee edities van het Zomercarnaval waren georganiseerd in Utrecht in 1982 en 1983. Vanaf 4 augustus 1984 werd het Zomercarnaval georganiseerd in Rotterdam. In 2001 ontving het Zomercarnaval van Rotterdam de Grote Prins Claus Prijs van het Prins Claus Fonds. In 2005 en 2006 kwamen ongeveer 900.000 bezoekers de straatparades met veel dans en muziek bijwonen in Rotterdam.
In 2008 vond het Zomercarnaval Rotterdam plaats met onder andere de Straatparade door de binnenstad van Rotterdam, de Queen Election en de live-optredens op de Coolsingel. Ook waren er twee afleveringen van het zomercarnaval op de tv te zien. Vanaf 2013 vormt het Zomercarnaval van Rotterdam samen met het Dunya Festival het nieuwe evenement "Rotterdam Unlimited" en vindt het plaats in juli.
Het Zomercarnaval moest drie keer worden afgelast, in 2015, 2020 en 2021 . In 2015 moest het zomercarnaval worden afgelast vanwege de storm van 25 juli 2015. Het Zomercarnaval van 2015 vond daarom een jaar later plaats, in 2016. Toen werd alsnog de Straatparade van 2015 gehouden. Als gevolg hiervan was er in 2016 geen koninginnenverkiezing, maar werd de koningin van 2015 automatisch de koningin van 2016.
In 2020 en 2021 moest het zomercarnaval worden afgelast vanwege de coronapandemie die in 2020 uitbrak. Als gevolg daarvan werden in 2020 evenementen tot 1 september verboden en vanwege de afstandsregels waren ook in 2021 grote evenementen niet mogelijk.
Sinds 2023 wordt naast een koningin ook een koning gekozen. 

### Geweldsincidenten
Vanaf het moment dat het Zomercarnaval in Rotterdam het levenslicht zag, zijn er verschillende gewelddadige gebeurtenissen voorgevallen. Al in 1984 was er sprake van een schietincident en in de jaren die volgden, hebben er meerdere geweldsincidenten plaatsgevonden. Tijdens het Zomercarnaval van 2022 werden 45 personen gearresteerd op beschuldiging van diverse overtredingen, waaronder wapenbezit.
In 2023 moest het Zomercarnaval worden afgebroken vanwege twee schietpartijen op de Coolsingel. Bij de tweede schietpartij vielen meerdere gewonden. Het was daardoor niet veilig genoeg om de festiviteiten door te laten gaan. Naar aanleiding van het gebeurde rezen er twijfels over de toekomst van het evenement.Uiteindelijk werd het evenement wel voortgezet in 2024, maar in een aangepaste vorm. Zo was er dat jaar geen avondprogramma op de vrijdag- en de zaterdagavond. Ook werd de Battle of Drums dat jaar verplaatst naar Ahoy. De straatparade en de festivalmarkt gingen wel door.

## Andere steden
Een zomercarnaval wordt of werd in Nederland ook gehouden in de plaatsen Den Haag, Amsterdam,  Utrecht, Dordrecht,  Hellevoetsluis, Gorinchem, Purmerend,  Groningen, Arnhem, Oosterhout, Zevenbergschen Hoek en Bentelo.
Ook tijdens de Tilburgse Kermis zijn er zomercarnavalsactiviteiten.
In België is er een zomercarnaval in de stad Kortrijk.
In Berlijn (Duitsland) kent men het Karneval der Kulturen en in Londen (Verenigd Koninkrijk) het Notting Hill Carnival.